# Halsbrücke
Halsbrücke är en kommun och ort i Landkreis Mittelsachsen i förbundslandet Sachsen i Tyskland. Kommunen har cirka 5 000 invånare.